# Admiral diviziona (Italija)
Admiral diviziona (izvirno italijansko Ammiraglio di divisione) je admiralski čin v uporabi pri Italijanski vojni mornarici. V činovni hierarhiji Italijanske kopenske vojske, Italijanskega vojnega letalstva, Korpusa karabinjerov in Finančne straže mu ustreza čin divizijskega admirala. V sklopu Natovega STANAG 2116 spada v razred OF-7.
Nadrejen je činu kontraadmirala in podrejen činu admirala eskadre.

## Oznaka čina
Oznaka čina je dvodelna in sicer:
- narokavna oznaka: bogato okrašeni spodnji del in zgoraj dve črti s pentljo na vrhu ter
- naramenska (epoletna) oznaka: dve petkraki zvezdi in zgoraj okrašeno sidro.

Galerija
- Narokavna oznaka
- Naramenska (epoletna) oznaka